# Seznam českých šlechtických rodů, P
Tento seznam obsahuje výčet šlechtických rodů, které byly v minulosti spjaty s Českým královstvím. Podmínkou uvedení je držba majetku, která byla v minulosti jedním z hlavních atributů šlechty, případně, zejména u šlechty novodobé, jejich služby ve státní správě na území Českého království či podnikatelské aktivity. Platí rovněž, že u šlechty, která nedržela konkrétní nemovitý majetek, jsou uvedeny celé rody, tj. rodiny, které na daném území žily alespoň po dvě generace, nejsou tudíž zahrnuti a počítáni za domácí šlechtu jednotlivci, kteří zde vykonávali pouze určité funkce (politické, vojenské apod.) po přechodnou či krátkou dobu. Nejsou rovněž zahrnuti církevní hodnostáři z řad šlechty, kteří pocházeli ze šlechtických rodů z jiných zemí.

## P
- Paarové
- Pachtové z Rájova
- Pancířové ze Smojna
- Pálffyové[1]
- z Pardubic
- Parishové von Senftenberg
- Pecingárové z Bydžína[2]
- Pecheové
- Pelikanové[1]
- Pergerové[1]
- Perglerové z Perglasu[3]
- Pernštejnové
- Pětipeští z Chýš a Egerberka
- Petřvaldští z Petřvaldu
- Piccolominiové
- Picot de Peccaduc von Herzogenberg[4]
- z Pirkštejna
- Pittelové[3]
- Planští ze Žeberka
- Platejsové z Plattenštejna
- Platzové z Ehrenthalu
- Plavenští z Plavna
- Pluhové z Rabštejna
- Podovínští z Podovína [5]
- Popelové z Lobkovic[1]
- Porgesové z Portheimu
- z Pořešína
- Potštejnové
- Pöttingové z Persingu[1]
- Procházkové[1]
- Prusinovští z Víckova
- Pruskovští z Pruskova
- Přehořovští z Kvasejovic
- Přepyští z Rychemberka[2]
- Přibíkové z Otaslavic[2]
- Přibyslavští z Modlíkova[6]
- Příchovští z Příchovic
- Ptákové z Čejkova [5]
- Puteaniové[1]
- Putzové z Breitenbachu
- Putzové z Adlersthurnu
- Putzové (Butzové) z Rolsbergu